# 장필리프 마테타
장필리프 마테타(프랑스어: Jean-Philippe Mateta, 1997년 6월 28일 ~ )는 프랑스의 축구 선수로 현재 잉글랜드 프리미어리그의 크리스털 팰리스에서 스트라이커로 활약하고 있으며 2024년 하계 올림픽 은메달리스트이다.